# Данькив, Андрей Игоревич
Андрей Игоревич Данькив (укр. Андрі́й І́горович Да́ньків; 23 января 1987, Ценев, Тернопольская область) — украинский футболист, полузащитник.

## Биография
Воспитанник ДЮСШ «Карпаты» (Львов), первый тренер — Владимир Данилюк. В ДЮФЛ выступал за УФК (Львов) и «Карпаты» (Львов). В составе сборной Львовского государственного аграрного университета одержал победу во Всеукраинских летних сельских спортивных играх 2005 года.
6 августа 2005 года дебютировал за «Карпаты-2» во Второй лиге в матче против тернопольской «Нивы» (0:0). Всего за «Карпаты-2» во Второй лиге провёл 49 матчей и забил 4 гола.
Летом 2007 года перешёл в ФК «Львов». Вместе с командой вышел в Премьер-лигу, заняв 2 место в Первой лиге уступив только «Ильичёвцу». В Премьер-лиге дебютировал 20 июля 2008 года в матче против донецкого «Шахтёра» (2:0), Данькив начал матч в основе, на 23 минуте он отдал результативную передачу на Вадима Панаса, на 72 минуте он получил жёлтую карточку, а на 80 минуте он был заменён на Любомира Гальчука. По итогам сезона 2008/09 «Львов» покинул высший дивизион, а Данькив провёл всего 10 матчей в вышке и 16 матчей в молодёжном первенстве.
Летом 2009 года перешёл на правах аренды в бурштынский «Энергетик», клуб выступает в Первой лиге Украины. 11 сентября 2009 года в матче против киевского «Динамо-2» (1:2), Данькив отметился дублем в ворота Артура Рудько.
В январе 2010 года вернулся в ФК «Львов». После этого играл за «Буковину», «Полтаву» и «УкрАгроКом». С 2015 по 2016 год выступал в Канаде, защищая цвета «Торонто Атомик». В дальнейшем вернулся на Украину, где играл за любительские клубы.

## Достижения
- Серебряный призёр Первой лиги Украины: 2007/08